# Sal (Kaapverdië)
Sal (of Ilha do Sal, Portugees voor 'zouteiland') is een van de eilanden van Kaapverdië, behorend tot de Barlavento-groep, de Bovenwindse Eilanden. Het heeft een oppervlakte van 216 km² en telt 25.779 inwoners.
Het eiland is een van de 22 gemeenten van Kaapverdië. De hoofdplaats is de stad Espargos, die ongeveer in het midden van het eiland ligt.
Op Sal ligt de voornaamste internationale vlieghaven van Kaapverdië, de Aeroporto International Amilcar Cabral.

## Geografie

### Plaatsen op het eiland
Het eiland Sal is voor statistische doeleinden opgedeeld in de volgende plaatsen:
| - Cidade De Santa Maria - Cidade Dos Espargos - Murdeira | - Palmeira - Pedra De Lume | - Santa Maria Rural - Terra Boa |

### Landschap
Het eiland heeft een vrij vlak landschap en weinig vegetatie. Toch zijn er ook enkele door vulcanische activiteit ontstane bergen en is in de omgeving van Espargos landbouw van enkele gewassen mogelijk. Er heerst een erg droog steppeklimaat. Er groeien vooral veel lage struiken en grassen met name langs droge rivierbeddingen, waarbij de gewassen hun water ondergronds betrekken.

### Klimaat
Sal heeft een tropisch klimaat. De gemiddelde maandtemperatuur bedraagt minimaal 18-24 graden en maximaal 24-29 graden. Er valt weinig regen (6 dagen per jaar, het meeste in de maanden augustus en september). De luchtvochtigheid bedraagt 70 tot 77%.

## Zout
Sal, een eiland dat naar zout genoemd is, kwam pas aan het eind van de 18e eeuw tot ontwikkeling, toen de Kaapverdische ondernemer Manuel António Martins Velho in de ca. 500 meter brede vulkaankrater bij het havenplaatsje Pedro de Lume aan de oostkust een zoutwinningsinstallatie aanlegde. Het zout werd aanvankelijk vooral naar Brazilië geëxporteerd, tot gestegen importheffingen dat onmogelijk maakten.
Een korte opleving in de zoutindustrie kon in de jaren 20 en 30 van de twintigste eeuw gerealiseerd worden, toen het Franse bedrijf Les Salines du Cap-Vert er een kabelbaan voor het transport naar de haven had aangelegd. Maar dat bleek uiteindelijk niet rendabel te zijn. Ofschoon de installaties er nog liggen, wordt er tegenwoordig nog maar heel weinig geproduceerd, en is het eiland Sal wat het zout betreft op de import aangewezen.

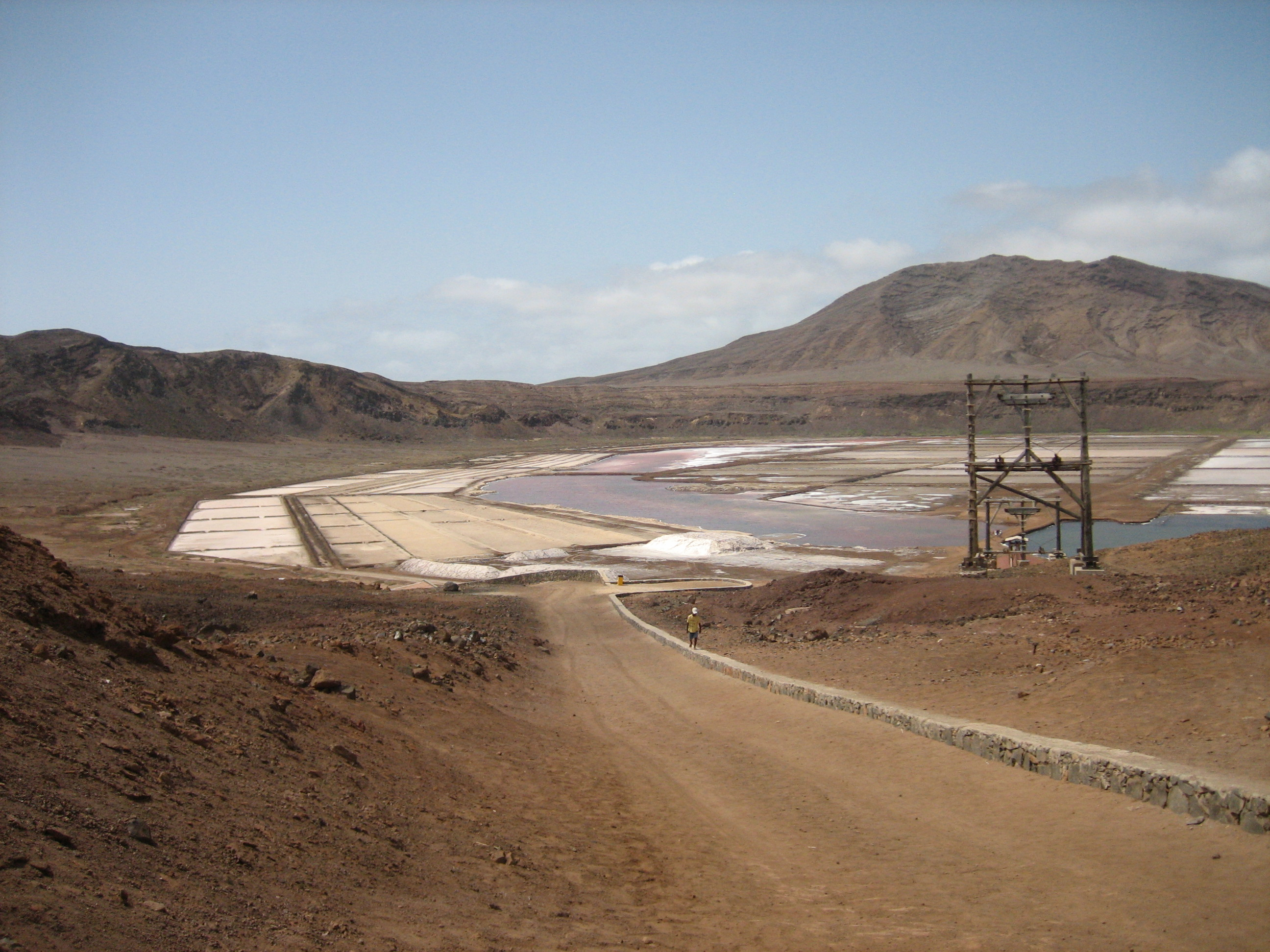
Kabelbaan voor zouttransport bij Pedro de Lume

## Economie
De belangrijkste inkomstenbron is het toerisme. Daarnaast is er zoutwinning en visserij. Veel goederen moeten worden geïmporteerd waardoor het prijsniveau relatief hoog is. Drinkwater is schaars en de meeste huizen
hebben geen waterleiding. Tankwagens vullen een centraal waterpunt in de stad of dorp waar de bewoners een jerrycan met water kunnen vullen. Zonder koken is dit echter niet drinkbaar. De hotels zijn wel voorzien van waterleiding, maar ook dat water is niet drinkbaar. Op het eiland is een installatie aanwezig die van zout zeewater zoet water kan maken.

### Toerisme
Het eiland wordt steeds meer door toeristen bezocht, vooral vanwege het acht kilometer lange witte zandstrand. De voornaamste toeristenplaats is Santa Maria in het zuiden. Er zijn mogelijkheden voor windsurfen, duiksport, waterscooteren, zeilen en vissen.

### Infrastructuur en verkeer
Er is maar één geasfalteerde "snel"weg, van Espargos naar Santa Maria en ook langs de luchthaven. De weg zit vol gaten waardoor bestuurders regelmatig wisselen van rijstrook. Verder zijn er enkele klinkerwegen en plat gereden zandpaden. 
De verkeersregels beperken zich tot de geasfalteerde wegen. Behalve de taxi en bussen die geen haltes hebben, is er op het eiland geen openbaar vervoer en zijn er groepsvervoerbussen voor arbeiders.

## Geboren
- Héldon Ramos (1988), voetballer

## Afbeeldingen

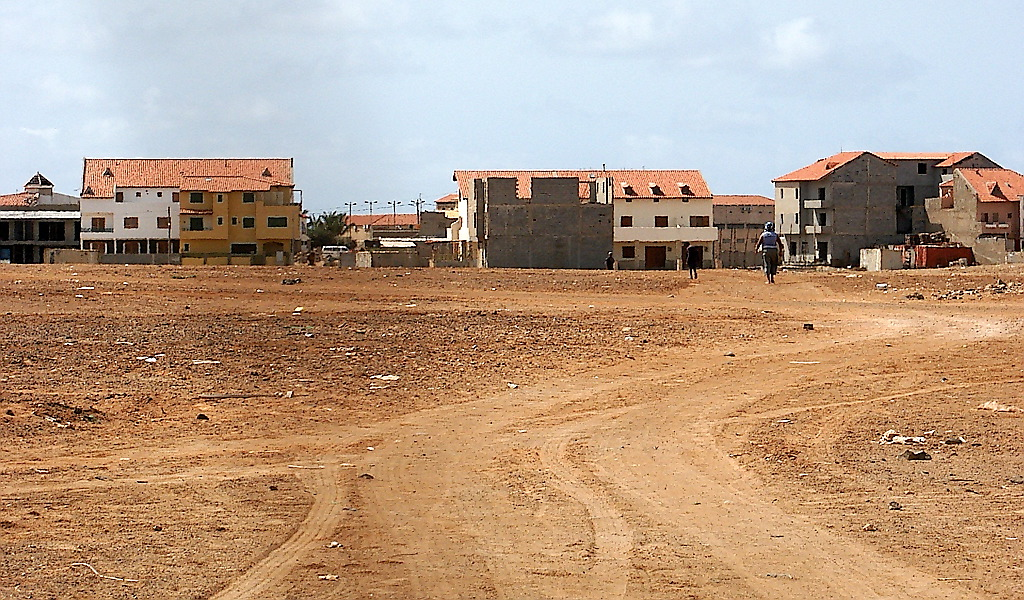
Gezicht op Santa Maria
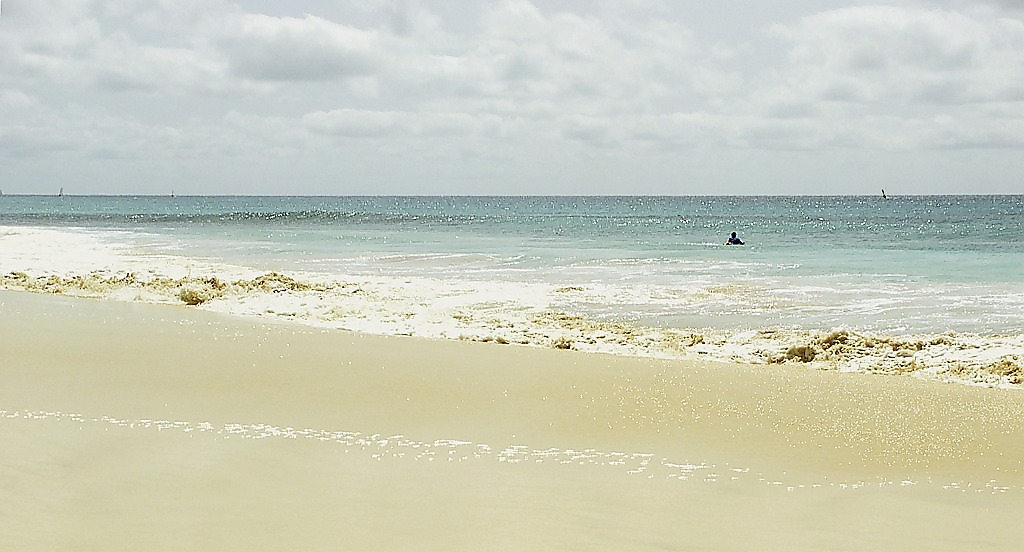
Strand van Sal
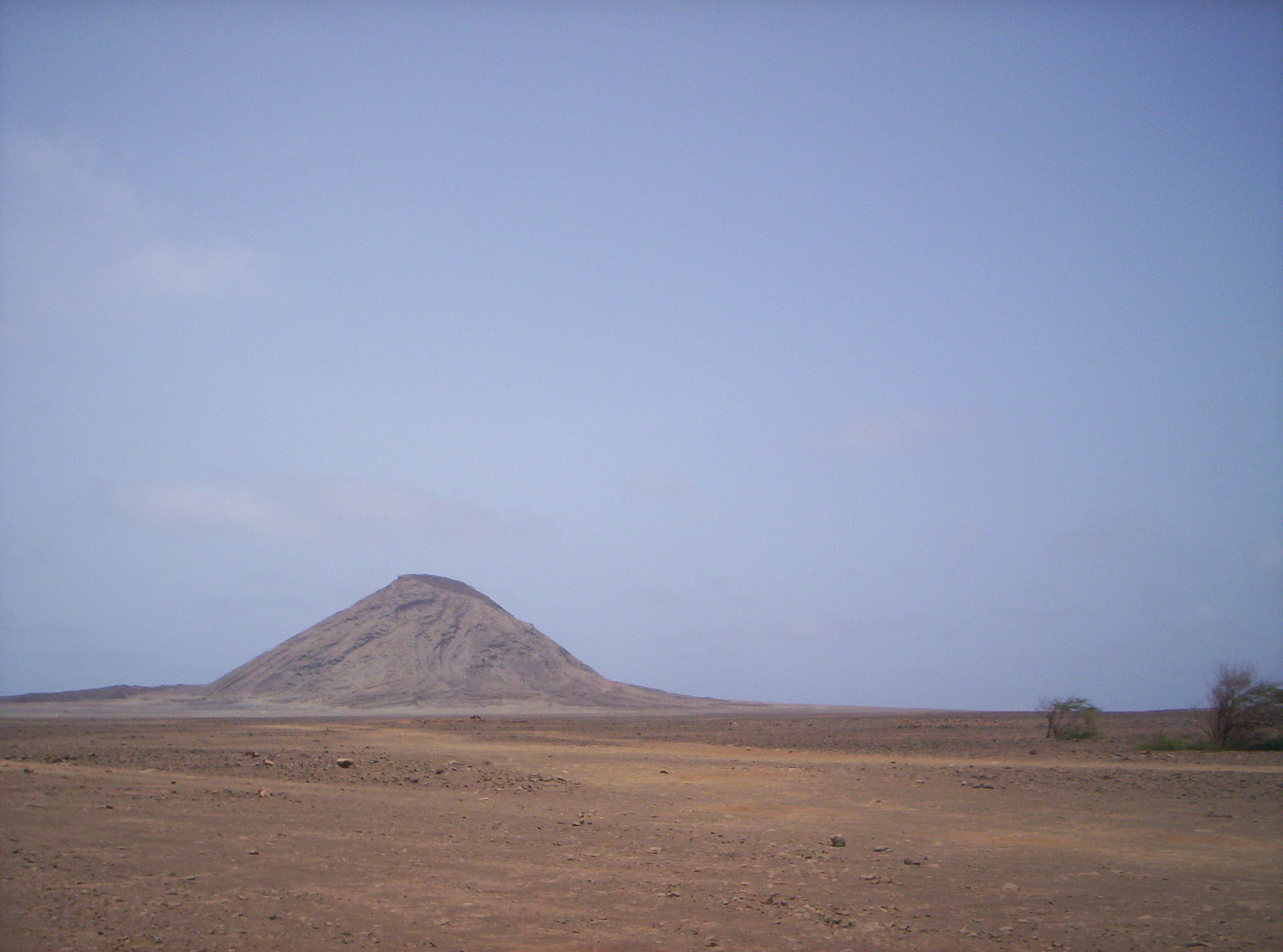
Sal
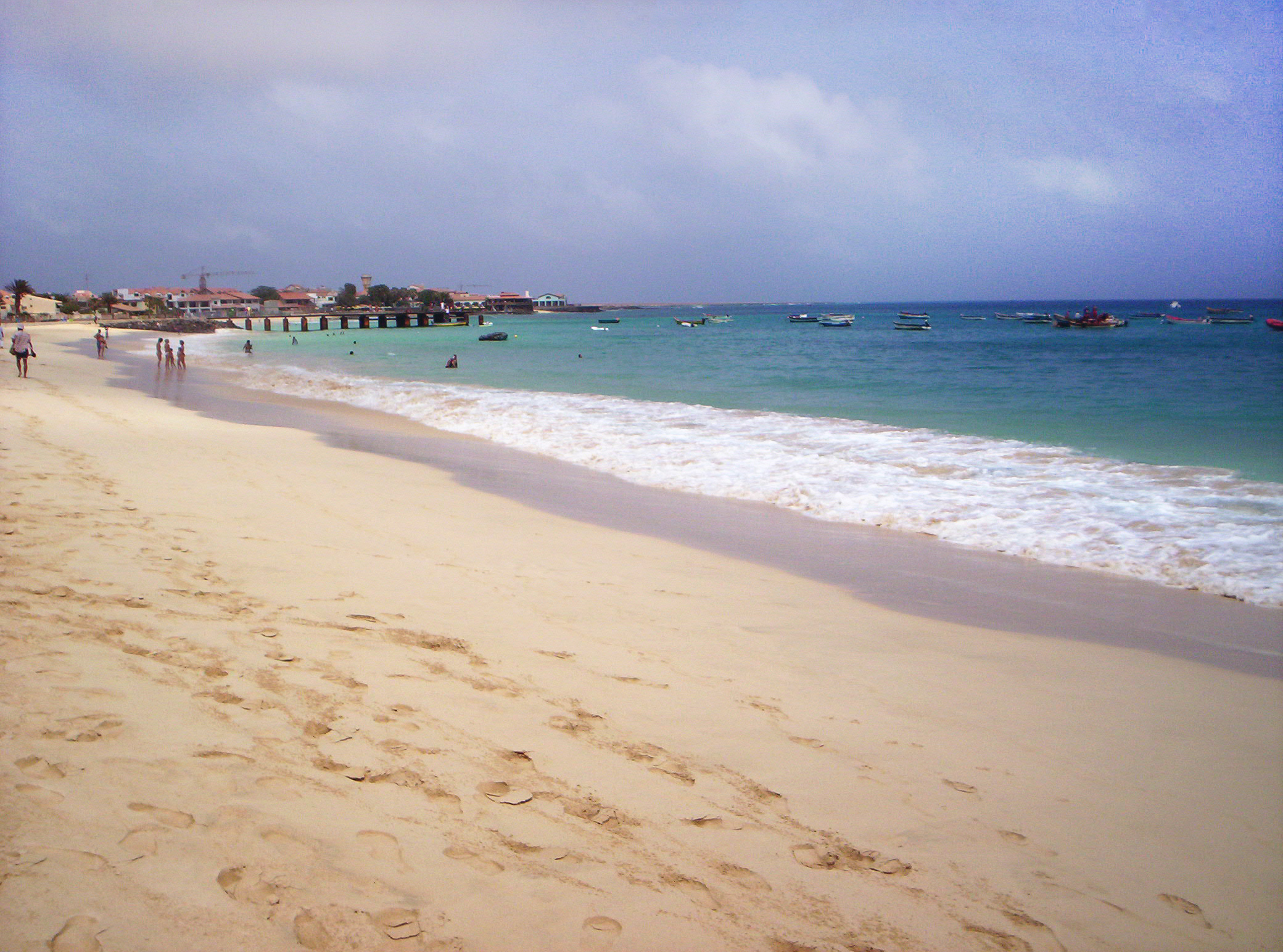
Santa Maria
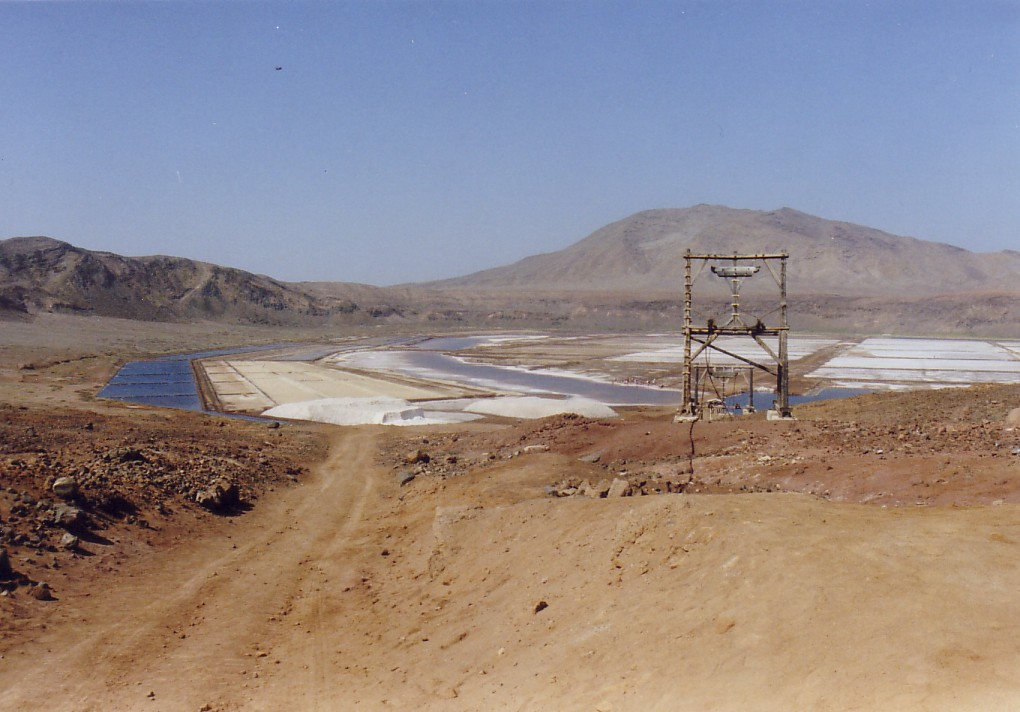
Pedra de Lume
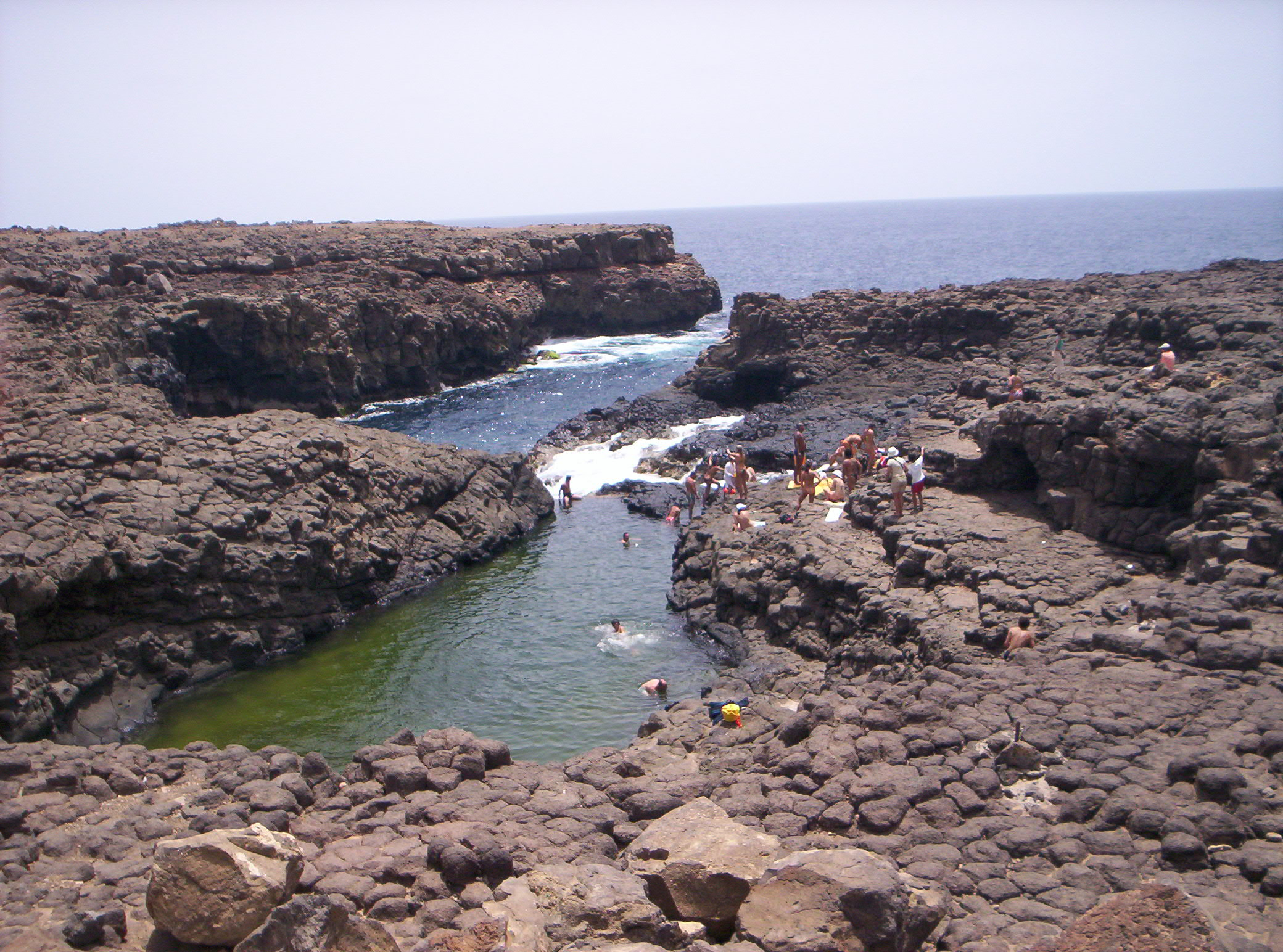
Buracona

Barlavento-archipel: Boa Vista · Branco · Razo · Sal · Santa Luzia · Santo Antão · São Nicolau · São Vicente

Sotavento-archipel: Brava · Fogo · Maio · Santiago